# Bisdom Viterbo
Het bisdom Viterbo (Latijn: Dioecesis Viterbiensis; Italiaans: Diocesi di Viterbo) is een in Italië gelegen rooms-katholiek bisdom met zetel in de stad Viterbo in de gelijknamige provincie. Het bisdom staat als immediatum onder rechtstreeks gezag van de Heilige Stoel.

## Geschiedenis
Het bisdom werd opgericht in de 6e eeuw en stond als immediatum onder rechtstreeks gezag van de Heilige Stoel. In de 12e eeuw werd Viterbo samengevoegd met het aartsbisdom Tuscanella. Aan het bisdom Viterbo en Tuscania werd op 2 mei 1936 door paus Pius XI met de apostolische constitutie Ad maius christiani de territoriale abdij San Martino al Monte Cimino toegevoegd.
Op 27 maart 1986 werden door paus Johannes Paulus II met de apostolische constitutie Qui non sine de bisdommen Acquapendente, Bagnoregio en Montefiascone aan Viterbo en Tuscania toegevoegd. Het bisdom Viterbo, Acquapendente, Bagnoregio, Montefiascone, Tuscania en San Martino al Monte Cimino werd op 19 februari 1991 hernoemd tot bisdom Viterbo.

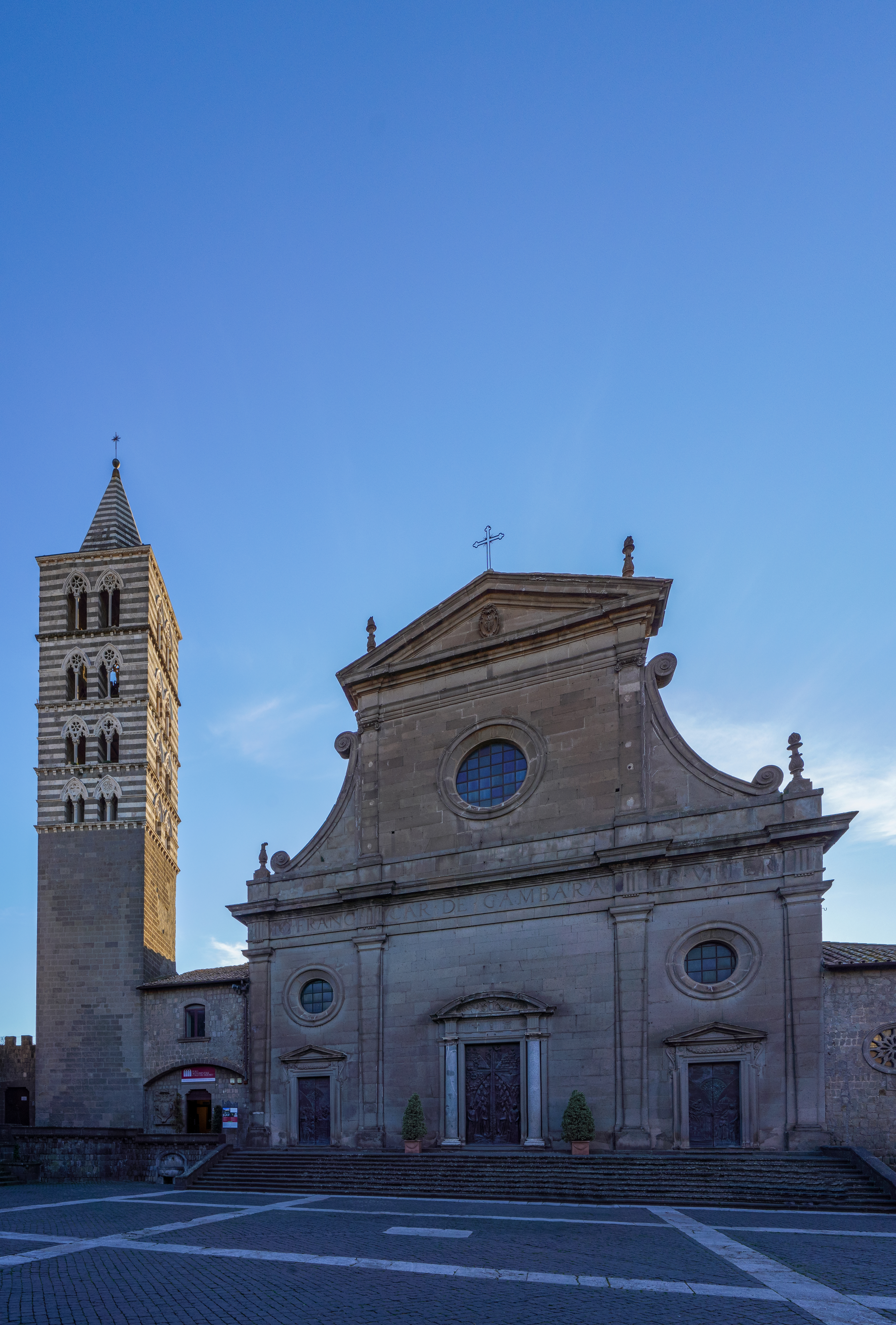
Kathedraal van Viterbo, zetel van het bisdom
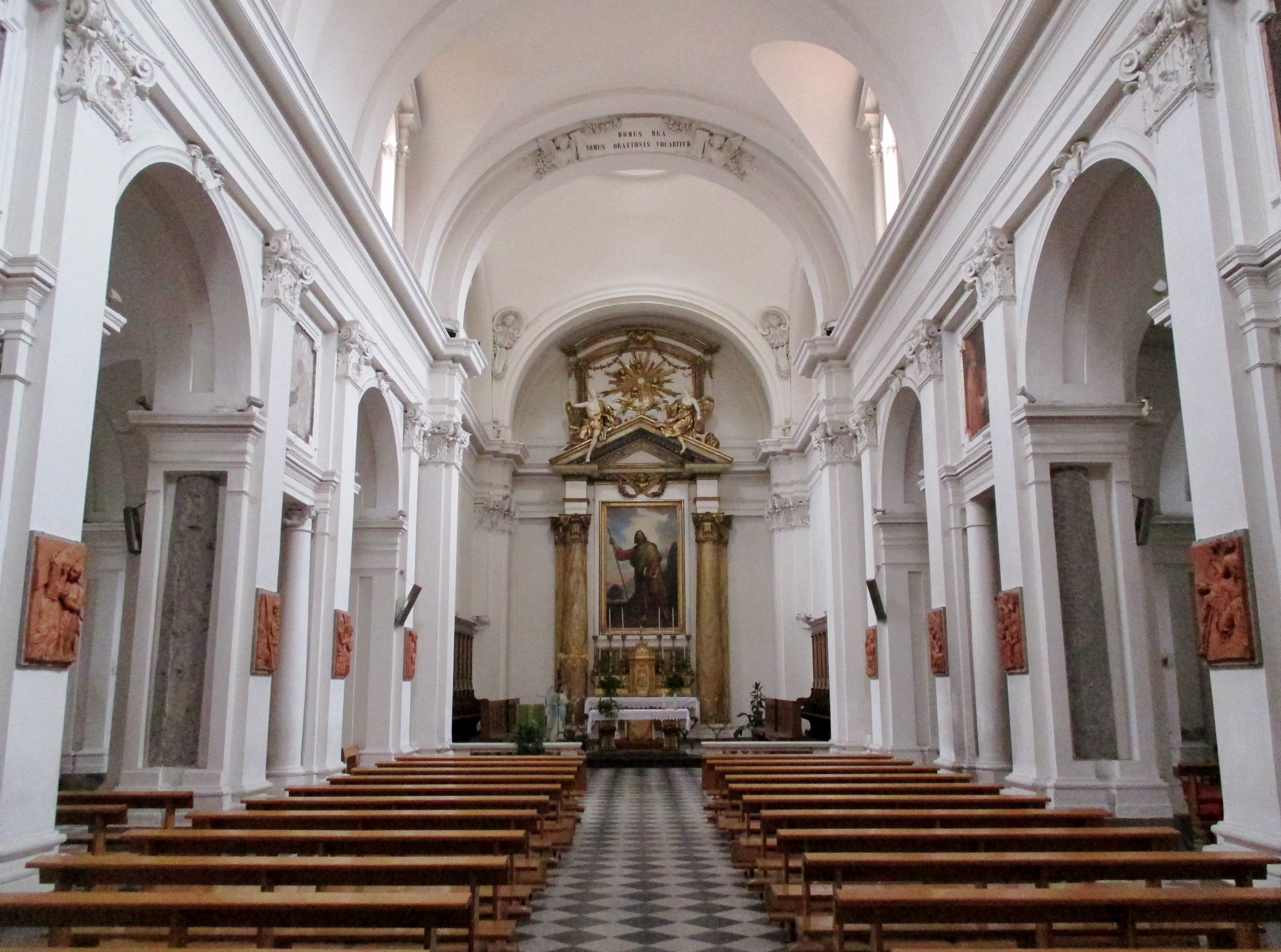
San Giacomokathedraal in Tuscania
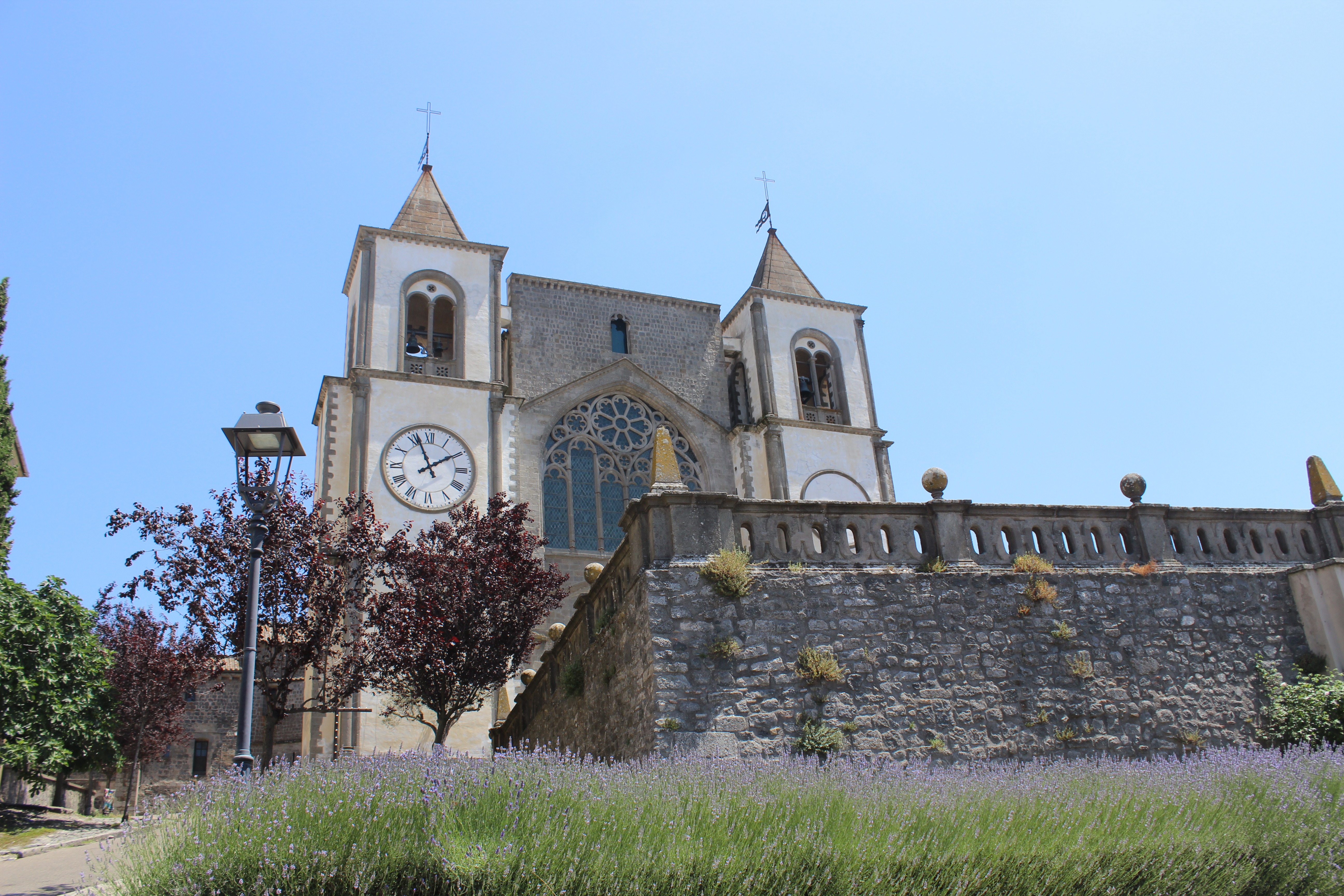
Abdij van San Martino al Cimino
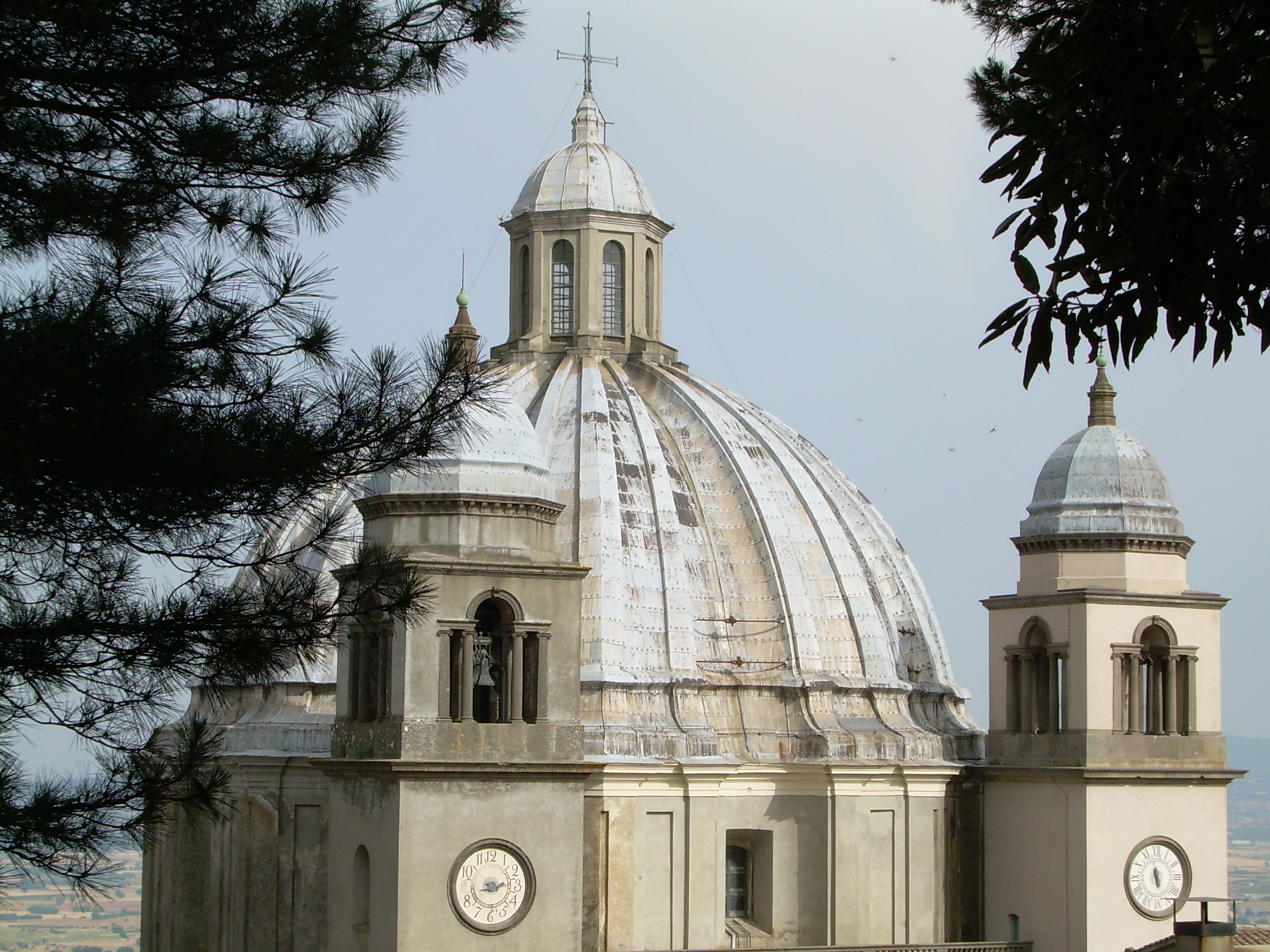
Dom van Montefiascone
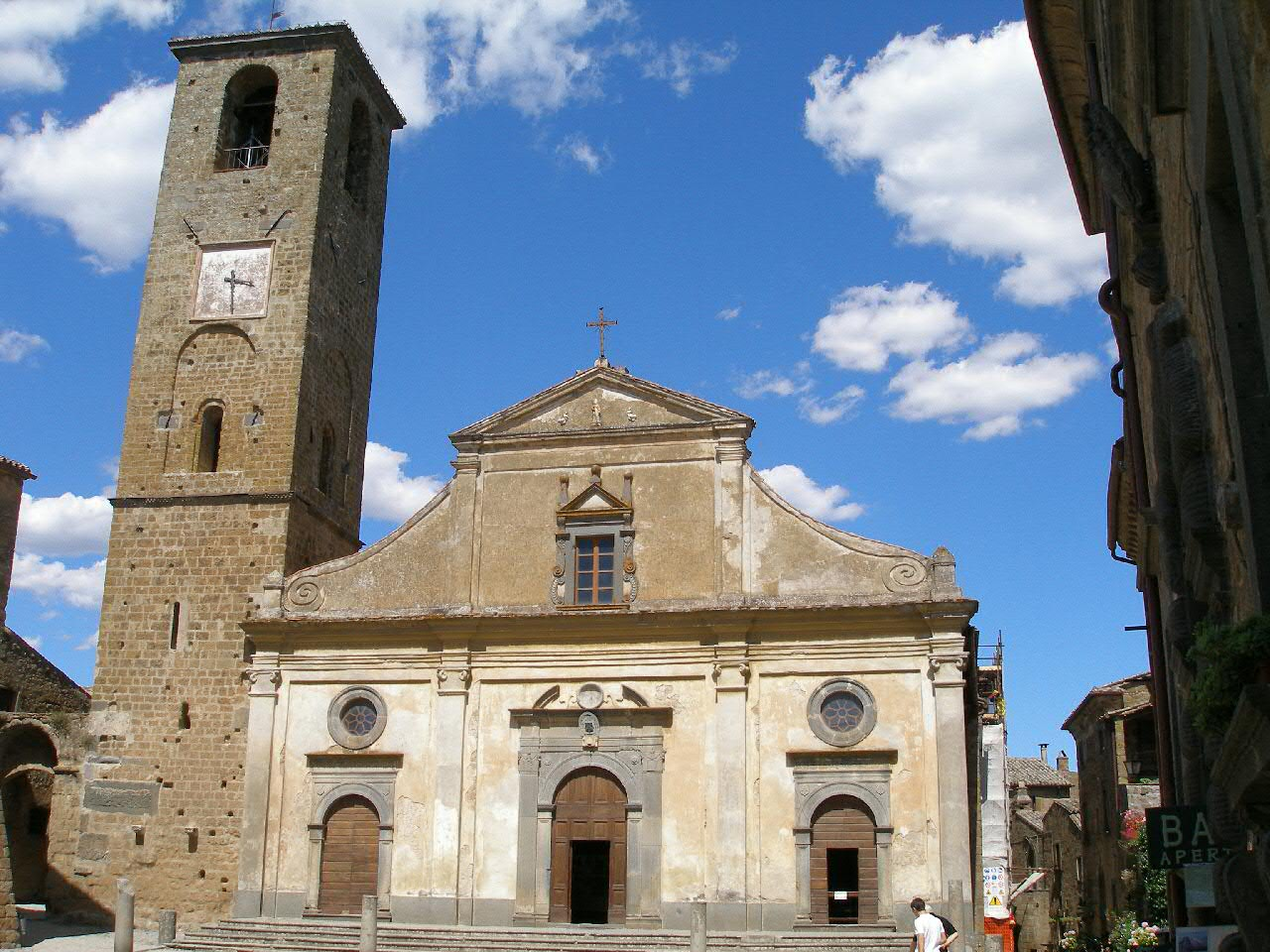
Kerk van Bagnoregio
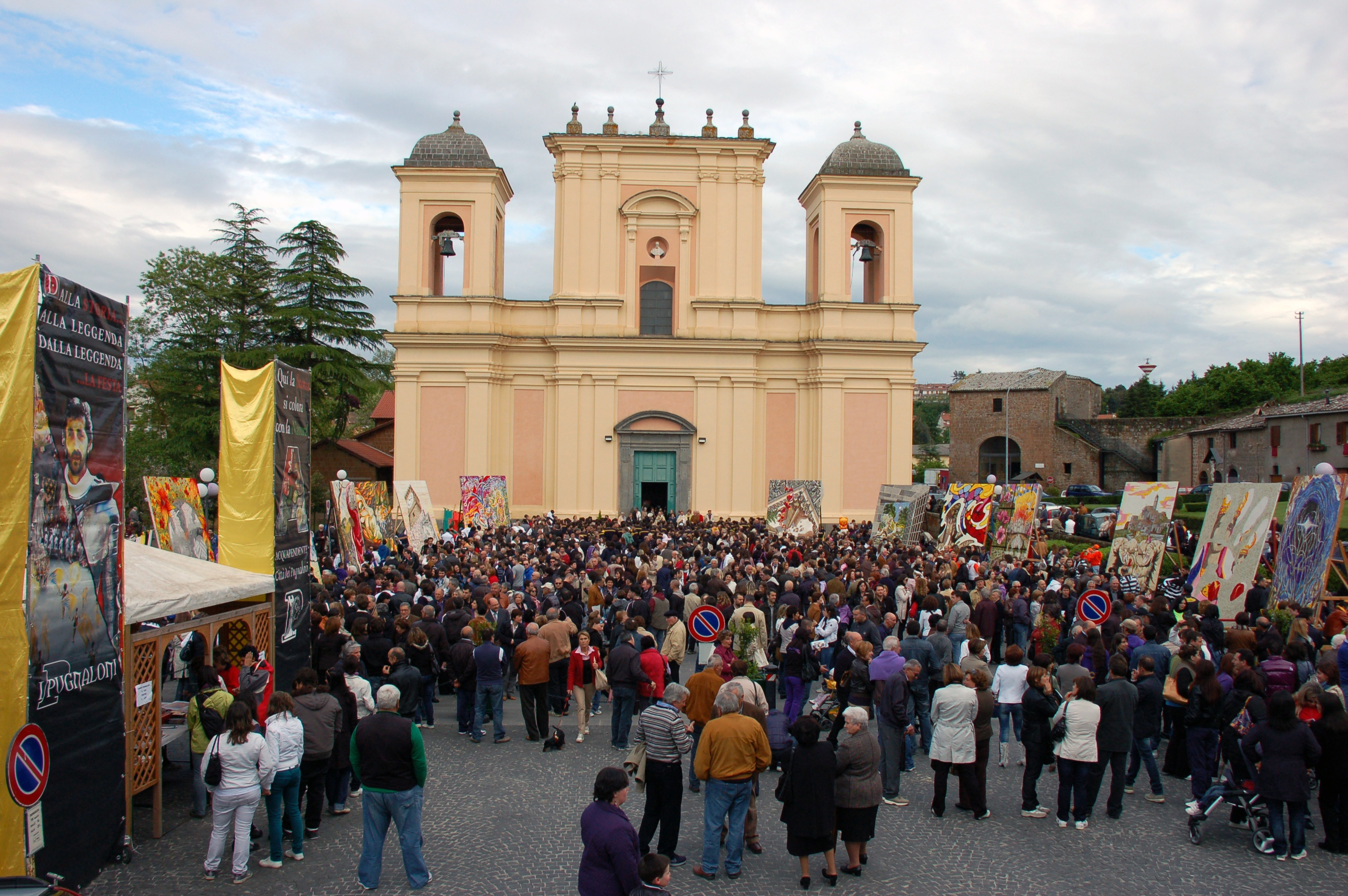
San Sepolcrobasiliek in Acquapendente